# Die Piratenkönigin
Die Piratenkönigin (Original: Anne of the Indies) ist ein US-amerikanischer Abenteuer-Spielfilm von Twentieth Century Fox aus dem Jahre 1951, der Motive des Melodrams aufgreift. Er spielt zu Beginn des 18. Jahrhunderts im und am Karibischen Meer und bedient Klischees des Piratentums, wobei teils erfundene Personen und Ereignisse dargestellt, teils auch reale Figuren aufgegriffen werden. In den Hauptrollen zeigt er Jean Peters und Louis Jourdan, die teils als Partner, teils als Gegenspieler fungieren. Der Film spielt mit seiner weiblichen Hauptfigur auf die geschichtliche Seeräuberin Anne Bonny an.

## Handlung
Anne Providence ist eine weibliche Waise, die vom berüchtigten Seeräuber Teach alias Blackbeard zur Seeräuberin erzogen und zur Kommandantin eines Kaperschiffs mit ansonsten männlicher Besatzung gemacht wurde. Als sie beim Entern eines englischen Schiffes den Gefangenen Pierre LaRochelle vorfindet, macht sie ihn zum Ersten Offizier. LaRochelle jedoch ist ein von englischen Behörden auf die Piratin angesetzter Spion, der beim Landgang Kontakt sowohl zu seinen Auftraggebern als auch zu seiner Frau sucht. Bei einem Landaufenthalt kommen sich die in Sachen Männern ahnungslose Anne und ihr neuer Offizier näher. Sie legt sich mit ihrem Ziehvater Blackbeard an, der Pierre misstraut. Als Pierres doppeltes Spiel schließlich herauskommt und Anne klar wird, dass seine Gefühle ihr gegenüber gespielt waren, lässt sie seine Frau Molly entführen und versucht, sie als Sklavin zu verkaufen. Dieses Unterfangen wird von ihrem Schiffsarzt sabotiert, der lediglich aus Dankbarkeit auf ihrem Schiff ist und den Respekt, den er bei ihr genießt, in Form von Ratschlägen und subtiler Kritik ausschöpft. Später setzt Anne Pierre und seine Frau auf einer Sandbank aus, um sich schließlich bei einem Angriff Blackbeards für die beiden zu opfern.

## Sonstiges
In der deutschen Synchronisation wurde sailing master mit „Obermaat“ statt mit „Erster Offizier“ übersetzt.

## Kritiken
Das Lexikon des internationalen Films schreibt, das Werk sei eine „romantisch-derbe Abenteuerunterhaltung, die auf reizvolle Weise mit den Geschlechterrollen“ spiele.

## DVD-Veröffentlichung
- Die Piratenkönigin. Mc One Edition